# さんだる
『さんだる』は、日本のバンド、たまのメジャー1stアルバム。1990年7月10日にクラウンレコードにて製作され、アクシックより販売された。

## 解説
たまのメジャー1stアルバム。初回限定版はステッカー付きでボックスジャケット仕様。ジャケットイラストはメンバーの知久寿焼。
前年にナゴムレコードから発売されたアナログレコード『しおしお』から5曲リメイクされている。
また、当譜は1997年8月21日に再リリースされている。2012年12月12日にはブリッジから「たまCD再発企画シリーズ」の第一弾として次作『ひるね』とともに紙ジャケット仕様で再リリースされた。ボーナストラックとして「さよなら人類」と「らんちう」のシングル・ヴァージョンと、初CD化となる「さよなら人類/らんちう」のカセット・シングルにしか収められていなかった「さよなら人類」と「らんちう」のカラオケヴァージョンが追加収録された。
2019年11月3日にLP（2枚組）としてリリースされる予定となっており、たまのメジャーデビュー以降の作品で初めてアナログ化されたアルバムとなった。音源は、2012年の再発盤で使用されたリマスタリング音源が使用される。ボーナス・トラック面にあたるD面は45回転でカッティングされ、「さよなら人類」「らんちう」のシングル・バージョンが収録され、1990年盤に付属のステッカーも再現される。また、HMV購入特典として、本作のアートワークをプリントしたTシャツも同時リリースされる予定となっている。

## 収録曲
1. 方向音痴（3:01）
（作詞・作曲：知久寿焼）
イントロはタムだけだが、ライブや「しおしお」ではアコーディオンのフレーズが入る。冒頭の歌詞は知久が当時「朝の日記」を書いている時に浮かんだものだという[4]。また、知久によれば、当初はもっとテンポが速かったが、それでは歌うのが難しかったためテンポを落としたという[4]。
イカ天初登場時のキャッチコピーである、「かなしい気持ちはとっても不安定」は、この歌の歌詞の一部に由来する。
後に8thシングル「星を食べる」のカップリングとしてシングルカットされる。JACMソング。
2. おるがん（5:07）
（作詞・作曲：知久寿焼）
知久が古道具店で3000円のオルガンを見つけて買ってつくった曲。オルガンを弾く柳原は、ギターもオルガンも知久からの借り物なので「楽器を返すことを考えると、たまから離れられない」と冗談めかして語っていた。
知久によれば、病気で死にそうな子供が、頼んでもいないのに勝手にオルガンを弾き始めた祖父に対して、礼儀として嬉しい顔をしようとするという歌であるらしい[4]。
3. オゾンのダンス（2:41）
(作詞・作曲：柳原幼一郎）
後にシングルカットされた。2005年に柳原がセルフカバーし、ソロアルバム『ふたたび』に収録された。
4. 日本でよかった（5:06）
（作詞・作曲：滝本晃司）
インディーズ時代のカセットテープ「たゆたひ」にも収録されている。
滝本によれば、市役所で戸籍謄本を取りにいったときに「日本でよかった」と思ったことがきっかけで制作されたという[4]。
LP版では、この曲までがA面となる。
5. 学校にまにあわない（8:02）
（作詞：石川浩司 / 作曲：たま）
間奏の語りは、ライブ毎に違う。当譜の中で最も収録時間が長い曲であるが、この曲の作詞/ボーカルの石川本人によると、本来は更に長い曲であるとのこと。
また、石川は、周囲の大事件よりも目先の瑣末なことが気になってしまうという状況を表現する意図で作った曲であり、「夢の連続性」で歌詞を書いたとも語っている[4]。
6. どんぶらこ（6:19）
（作詞・作曲：柳原幼一郎）
たま結成当初からの曲。当初はお祭りみたいに愉快な曲で「あらよっと、どんぶらこ〜」と唄われていた。
柳原は、2005年に発売された『ふたたび』と2021年に発売された『GOOD DAYS』でセルフカバーした。
このアルバムでは意図的に変化をつけないアレンジを施しているという[4]。
7. ロシヤのパン（3:46）
（作詞・作曲：知久寿焼）
いか天の第4週目の演奏曲。失われた家族の風景を回想するかのような内容となっている。この曲で曲中に登場するトラピストクッキーをライブでステージに投げる一部のファンがおり[注釈 1]、しばらくはたまのライブにおいてトラピストクッキーは持ち物検査の対象物となっていた。
知久曰く「エロチックな曲」であり、「アルトの声で」という歌詞は長田弘の「ねこに未来はない」から影響を受けているという[4]。柳原はこの曲を「ロシアン・サンバ」と勝手に呼称していたという[4]。また、「ロシヤのパン」としてピロシキを送ってきたファンがいたらしい[4]。
LP版では、この曲までがB面となる。
8. さよなら人類 (オリジナル・ヴァージョン)（5:35）
(作詞・作曲:柳原幼一郎）
たまの代表曲の一つ。シングルとはバージョンが異なる。ライブでは間奏の部分がアドリブで披露される。このバージョンの間奏にある「さるー、さるー、さるー、さるー」の部分が川崎製鉄のCMソングに使われた。
9. ワルツおぼえて（4:05）
（作詞・作曲：滝本晃司）
後にシングル『オゾンのダンス』のカップリング曲としてシングルカットされた。
10. らんちう（4:34）
（作詞・作曲:知久寿焼）
シングル『さよなら人類/らんちう』の2曲目。記載はないが、シングルとは異なるバージョンである。イントロとエンディングの「いよ〜っ」や間奏の柳原の語りが違う等の違いが見られる。
11. れいこおばさんの空中遊泳（3:29）
（作詞：柳原幼一郎・作曲：たま）
本アルバム中、この曲のみ知久と柳原が両方共ボーカル表記されている。れいこおばさんが空に浮かんでしまい、その家族らしき人が心配するという内容の歌詞。本作は元々「ねこばば」に収録されていた楽曲だが、曲構成が大きく変更されている[注釈 2]。
LP版では、この曲までがC面となる。

2012年再発盤ボーナス・トラック
1. さよなら人類 (シングル・ヴァージョン)
（作詞・作曲：柳原幼一郎 / 編曲：たま、高浪敬太郎）
8曲目のシングル・バージョン。
2. らんちう (シングル・ヴァージョン)
（作詞・作曲：知久寿焼 / 編曲：たま、高浪敬太郎）
10曲目のシングル・バージョン。
LP版では、この曲までがD面となる。
3. さよなら人類 (カラオケ・ヴァージョン)
4. らんちう (カラオケ・ヴァージョン)

## 担当楽器
| 方向音痴 - 知久寿焼：Vocal, Guitar, Mandolin & Recorder - 柳原幼一郎：Accordion, Recorder & Background Vocal - 石川浩司：Percussion & Background Vocal - 滝本晃司：Bass & Background Vocal おるがん - 知久寿焼：Vocal, Guitar & Harmonica - 柳原幼一郎：Organ & Backing Vocal - 石川浩司：Percussion & Background Vocal - 滝本晃司：Bass & Background Vocal オゾンのダンス - 柳原幼一郎：Vocal & Guitar - 知久寿焼：Mandolin & Background Vocal - 石川浩司：Percussion & Background Vocal - 滝本晃司：Bass & Background Vocal 日本でよかった - 滝本晃司：Vocal & Bass - 知久寿焼：Guitar & Background Vocal - 柳原幼一郎：Organ, Pianica & Backing Vocal - 石川浩司：Percussion & Background Vocal 学校にまにあわない - 石川浩司：Vocal & Percussion - 知久寿焼：Guitar, Propeller, Whistle & Background Vocal - 柳原幼一郎：Organ, Piano, Propeller & Backing Vocal - 滝本晃司：Bass, Propeller & Background Vocal どんぶらこ - 柳原幼一郎：Vocal, Piano & Organ - 知久寿焼：Guitar & Background Vocal - 石川浩司：Percussion & Background Vocal - 滝本晃司：Bass & Background Vocal | ロシヤのパン - 知久寿焼：Vocal, Guitar, Harmonica & Percussion - 柳原幼一郎：Organ & Backing Vocal - 石川浩司：Percussion & Background Vocal - 滝本晃司：Bass & Background Vocal さよなら人類 (オリジナル・ヴァージョン) - 柳原幼一郎：Vocal & Piano - 知久寿焼：Guitar & Background Vocal - 石川浩司：Percussion, Recorder, Rappa & Background Vocal - 滝本晃司：Bass & Background Vocal ワルツおぼえて - 滝本晃司：Vocal & Bass - 知久寿焼：Guitar, Harmonica & Background Vocal - 柳原幼一郎：Accordion, Piano & Background Vocal - 石川浩司：Percussion, Rappa & Background Vocal らんちう - 知久寿焼：Vocal, Guitar - 柳原幼一郎：Accordion & Backing Vocal - 石川浩司：Percussion & Background Vocal - 滝本晃司：Bass & Background Vocal れいこおばさんの空中遊泳 - 柳原幼一郎：Vocal, Guitar, Accordion & Pianica - 知久寿焼：Vocal, Mandolin & Guitar - 石川浩司：Percussion & Background Vocal - 滝本晃司：Bass & Background Vocal |